# Bella i Buldogi

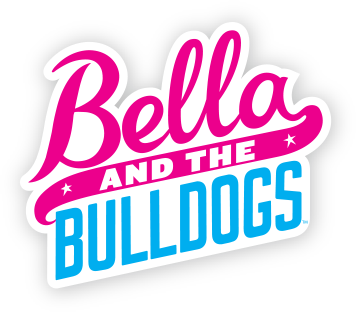
Logo programu

Bella i Buldogi (ang. Bella and the Bulldogs, 2015-2016) – amerykański serial komediowy stworzony przez Jonathana Butlera i Gabriela Garza oraz wyprodukowany przez Nickelodeon Productions.
Premiera serialu miała miejsce 17 stycznia 2015 na amerykańskim Nickelodeon. W Polsce serial zadebiutował 26 kwietnia 2015 na antenie Nickelodeon Polska.
Dnia 4 marca 2015 zostało ogłoszone, że stacja Nickelodeon otrzymała zamówienie na drugi sezon.

## Opis fabuły
Serial opisuje perypetie nastoletniej cheerleaderki z Teksasu – Belli Dawson, która pewnego dnia staje się nową rozgrywającą szkolnego zespołu sportowego o nazwie „Buldogi”. Początkowo reszta zespołu nie chcą jej jako rozgrywającej, ale w końcu decydują się ją zaakceptować.

## Postaci

### Główni
- Bella Dawson (Brec Bassinger)[1] – główna bohaterka serialu, z początku była przewodniczącą drużyny szkolnych cheerleaderek, a teraz jest główną rozgrywającą w „Buldogach”. Jest pierwszą dziewczyną w zespole sportowym „Buldogi”.
- Troy Dixon (Coy Stewart)[1] – członek szkolnego zespołu sportowego „Buldogi”, najlepszy przyjaciel Newta i Sawyera. Wcześniej był dawnym rozgrywającym „Buldogów”, zanim Bella dołączyła do drużyny. Lubi grać według swoich zasad. Kocha wszystkie dziewczyny. Jest zazdrosny o Bellę.
- Newton „Newt” Van Der Rohe (Buddy Handleson)[1] – członek szkolnego zespołu sportowego „Buldogi”, najlepszy przyjaciel Troya i Sawyera. Jest lojalny. Boi się wielu rzeczy. Jest zakochany w Sophie.
- Pepper Silverstein (Haley Tju)[1] – cheerleaderka oraz najlepsza przyjaciółka Belli i Sophie. Uwielbia pić dużo kawy. Łatwo wpada w panikę. Jest zakochana w Sawyerze.
- Sawyer Huggins (Jackie Radinsky)[1] – członek szkolnego zespołu sportowego „Buldogi”, najlepszy przyjaciel Newta i Troya. Jest współczesnym kowbojem, który kocha życie na ranczo w Teksasie. Jest zakochany w Pepper.
- Sophie Delarosa (Lilimar Hernandez)[1] – cheerleaderka oraz najlepsza przyjaciółka Belli i Pepper. Bywa nerwowa. Ma dziewięcioro braci. Jest szczera, lojalna i zawsze doradza Belli w kwestiach sercowych. Nie cierpi Newta.

### Drugoplanowi
- Ace McFumbles (Rio Mangini) – szkolny reporter.
- Trener Russell (Dorien Wilson) – trener szkolnego zespołu futbolowego „Buldogi”.
- Carrie Dawson (Annie Tedesco) – mama Belli. Jest zabawna, inteligentna i opiekuńcza.
- Luis Delarosa – brat Sophie i RIckiego jest członkiem zespołu Buldogi.
- Ricky Delarosa – brat Sophie i Luisa jest członkiem zespołu Buldogi.

## Wersja polska
Wersja polska: na zlecenie Nickelodeon Polska – Master Film

Reżyseria i dźwięk: Elżbieta Mikuś

Tłumaczenie i dialogi: Kamila Klimas-Przybysz

Montaż:
- Jan Graboś (odc. 1-19),
- Gabriela Turant-Wiśniewska (odc. 20-39)

Kierownictwo produkcji:
- Agnieszka Kołodziejczyk (odc. 1-34),
- Katarzyna Fijałkowska (odc. 35-39)

Nadzór merytoryczny: Katarzyna Dryńska

Wystąpili:
- Aleksandra Domańska – Bella Dawson
- Miłosz Konkel – Troy Dixon
- Marta Dylewska – Pepper
- Paulina Korthals – Sophie
- Beniamin Lewandowski – Newt
- Maciej Falana – Sawyer Huggins
- Marek Moryc – Ace McFumbles (odc. 1-4, 9, 12-13, 17, 19, 22, 24-25, 27, 29, 31, 33, 35-39)

oraz:
- Mirosław Zbrojewicz – trener Russell (odc. 1-5, 7-16, 19, 22-25, 29, 31-32, 36, 38-39)
- Barbara Kałużna –
  - Carrie Dawson (odc. 1, 3, 20, 29),
  - Brenda (odc. 30)
- Radosław Pazura –
  - tata Belli (odc. 1, 4),
  - tata Newta (odc. 15, 29)
- Jan Rotowski – Luis Delarosa (odc. 1-2, 10-11, 15, 17-20, 23, 25, 35)
- Maciej Dybowski –
  - Ricky Delarosa (odc. 1-2, 10-11, 15, 17-20, 23, 25, 31),
  - futbolista #1 (odc. 12)
- Karol Osentowski –
  - uczeń #1 (odc. 1),
  - futbolista drużyny Tigers (odc. 1)
  - Chauncy (odc. 9, 12, 17, 24, 33),
  - futbolista Red Devil #1 (odc. 19),
  - Taylor (odc. 22, 39),
  - Kenny Pink (odc. 32)
- Natalia Jankiewicz – uczeń #2 (odc. 1)
- Maksymilian Michasiów – uczeń #3 (odc. 1)
- Jan Piotrowski –
  - uczeń #4 (odc. 1),
  - Zach Barnes (odc. 12, 22, 27-28, 33, 37)
- Waldemar Barwiński –
  - jeden z sędziów (odc. 1),
  - pan Matoo (odc. 11, 35),
  - sędzia meczu (odc. 19, 22),
  - recepcjonista (odc. 39)
- Karol Jankiewicz –
  - Kyle (odc. 3, 5, 7),
  - Charlie (odc. 26-28)
- Paulina Komenda –
  - Charlotte Newman (odc. 3, 14),
  - Katie Mae (odc. 30)
- Jakub Szydłowski –
  - nauczyciel muzyki (odc. 4),
  - nauczyciel (odc. 28)
- Grzegorz Kwiecień – pan Silverstein, tata Pepper (odc. 4, 13, 16, 32)
- Kinga Tabor – pani Silverstein, mama Pepper (odc. 4, 13, 16, 25, 34, 38)
- Artur Janusiak – Michael Irvin (odc. 5)
- Sara Lewandowska –
  - Brittany (odc. 5),
  - 9-letnia Bella (odc. 14, 26)
- Julia Kunikowska – Nicky (odc. 6)
- Anna Sroka-Hryń –
  - pani Bennett (odc. 6),
  - pani Park (odc. 7, 17, 19),
  - mama Ace’a (odc. 9)
- Zuzanna Galia – Misty McIntosh (odc. 7)
- Agata Gawrońska-Bauman – Señora Garcia (odc. 10)
- Jeremi Czyż –
  - Alan (odc. 11),
  - Tanner (odc. 18),
  - chłopiec (odc. 20)
- Janusz Zadura –
  - Bernie (odc. 12),
  - Chuck Dodge (odc. 35),
  - spiker w telewizji (odc. 39)
- Jan Cięciara –
  - futbolista #2 (odc. 12),
  - piłkarz (odc. 17),
  - futbolista Red Devil #2 (odc. 19)
- Filip Rogowski – DJ (odc. 13)
- Olaf Marchiwicki – Roland (odc. 13)
- Mateusz Narloch –
  - Alex (odc. 13),
  - Rufus (odc. 21)
- Aleksandra Radwan – manikiurzystka (odc. 14)
- Jarosław Domin –
  - manikiurzysta (odc. 14),
  - pracownik lodziarni (odc. 15)
- Wojciech Żołądkowicz – Drew Althov (odc. 14)
- Agnieszka Mrozińska-Jaszczuk – Mia (odc. 15)
- Katarzyna Kozak –
  - Abuela (odc. 16, 23),
  - Denise (odc. 25)
- Rafał Fudalej – Hunter (odc. 17, 19)
- Karol Wróblewski –
  - trener karate (odc. 18),
  - przewodniczący komisji (odc. 19)
- Marta Dobecka – Chloe (odc. 18)
- Mateusz Lewandowski –
  - kelner (odc. 18),
  - asystent produkcji (odc. 20),
  - Lavelle (odc. 21, 27),
  - trener Pearson (odc. 22)
- Miłogost Reczek –
  - Max Sculley (odc. 19),
  - pan Schweger (odc. 26),
  - prowadzący konkurs piękności (odc. 30)
- Julia Chatys –
  - cheerleaderka Red Devil (odc. 19),
  - Gracie Crenshaw (odc. 35)
- Artur Kaczmarski – Kurt Warner (odc. 20)
- Julia Kołakowska-Bytner –
  - kelnerka (odc. 22, 28, 35),
  - pani Fitz (odc. 23-24),
  - sprzedawczyni pieczonych kurczaków (odc. 26),
  - fotografka (odc. 27),
  - jedna z uczestniczek konkursu piękności (odc. 30)
- Maria Pawłowska –
  - Stacy (odc. 25),
  - Asha (odc. 27),
  - Amanda Jane (odc. 30)
- Bernard Lewandowski – 9-letni Sawyer (odc. 26)
- Jakub Jankiewicz – 9-letni Charlie (odc. 26)
- Michał Sitarski – wujek Troya (odc. 29)
- Izabella Bukowska – Carol Leigh (odc. 30)
- Adam Bauman – pan Kurtz (odc. 31)
- Piotr Deszkiewicz – Cole (odc. 31)
- Jacek Król – ochroniarz (odc. 32)
- Jolanta Wołłejko –
  - Esther (odc. 34),
  - ciocia Gladys (odc. 38)
- Stefan Knothe – Ernie (odc. 34)
- Katarzyna Skolimowska – babcia Sawyera (odc. 34)
- Jakub Wieczorek – Ray Dixon (odc. 36)
- Marta Markowicz – Alicia (odc. 37)
- Krzysztof Gantner
- Mirosław Wieprzewski

i inni
Lektor: Paweł Bukrewicz

## Spis odcinków
| Seria | Odcinki | Premiera serii   | Finał serii     | Premiera serii   | Finał serii          |
| ----- | ------- | ---------------- | --------------- | ---------------- | -------------------- |
| 1     | 20      | 17 stycznia 2015 | 30 maja 2015    | 26 kwietnia 2015 | 25 października 2015 |
| 2     | 19      | 30 września 2015 | 25 czerwca 2016 | 22 stycznia 2016 | 13 października 2016 |